# Кулешова, Ирина
Ирина Кулешова (в девичестве Коврова; род. 4 января 1962 года, Коломна, Московская область) — советская конькобежка, участница Олимпийских игр (1980, 1984), чемпионка СССР (1987 - спринтерское многоборье, 1980, 1984 - 500 м), серебряный (1980, 1986 - спринтерское многоборье, 1983 - 500 м, 1986 - 1000 м) и бронзовый (1985 - спринтерское многоборье, 1986 - 500 м, 1985, 1987 - 1000 м) призёр чемпионатов СССР. Мастер спорта СССР международного класса (1977). Выступала за ДСО "Труд" (Коломна).

## Биография
Ирина Кулешова родилась в Коломне. Начала заниматься конькобежным спортом в возрасте 10 лет, когда в 1972 году тренер по скоростному катанию на коньках Владимир Рубин пришёл в среднею школу № 7, где училась Ирина, и пригласил всех на стадион заниматься коньками. На его предложение откликнулось полкласса. Вскоре многие её одноклассники бросили ходить в секцию, а она оказалась самой упорной. Её первыми тренерами в местной ДЮСШ «Комета» были Рубин и Валерий Толстиков. 
В январе 1977 года ученица 8-го класса отметилась всесоюзным достижением для равнинных катков в средней возрастной группе, пробежав 500 метров за 45,66 сек. Она первенствовала на всех дистанциях троеборья и стала самым юным мастером спорта по конькам в стране. В декабре того же года на городских соревнованиях 15-летняя спортсменка пробежала дистанцию 500 метров за 42,66 сек, установив рекорд страны для равнинных катков не только для девушек, а и для взрослых. 
В феврале 1978 года на турнире юных скороходов социалистических стран «Дружба» десятиклассница одержала победу в беге на 500 метров, а в марте стала серебряным призёром на молодёжном первенстве СССР в многоборье. В апреле выиграла 500-метровку на Кубке СССР и заняла 3-е место в сумме многоборья. В декабре в Алма-Ате Ирина стала победителем всесоюзных соревнований по спринтерскому многоборью.
В сезоне 1978/79 Ирину пригласил в сборную страны старший тренер Константин Кудрявцев. В 1979 году на первенстве СССР среди молодёжи в спринтерском многоборье она стала чемпионкой. На дистанции 500 метров она показала время 43,02 сек, что превышало официальный мировой рекорд для юниорок швейцарки Сильвии Бруннер. Также превзошла ещё один официальный рекорд Бруннер - в сумме спринтерского многоборья 174,530.
В начале февраля 1980 года Коврова отобралась на олимпиаду-80. Уже 10-го числа на чемпионате мира в спринтерском многоборье она стала лучшей из советской команды, заняв 5-е место. Ещё через три дня участвовала на своих первых XIII зимних Олимпийских играх в Лейк-Плэсиде, где стала 10-й в забеге на 500 метров и 20-й на 1000 метров. Через месяц выиграла чемпионат страны среди юниоров в комбинации спринта, а в апреле впервые завоевала серебряную медаль на чемпионате СССР в спринтерском многоборье.
В 1981 году Ирина вышла замуж за футболиста и уже в сезоне 1980/81 выступала под фамилией Кулешова. Следующие два сезона пропустила, родила ребёнка и вернулась, словно навёрстывая упущенное, показала высокие скорости в конце сезона 1982/83 на чемпионате СССР в классическом многоборье, заняв 2-е место в забеге на 500 метров. В декабре на III всесоюзных соревнованиях памяти Н.С. Киселёва стала первой на дистанции 500 метров с отменным результатом 41,25 сек.
8 февраля 1984 года на XIV зимних Олимпийских играх в Сараево 22-летняя спортсменка финишировала на 4-м месте на дистанции 500 метров, следом стала 4-й на спринтерском первенстве страны. В начале марта на спринтерском чемпионате мира в Тронхейме Кулешова заняла 3-е место на 1000 метров.
В декабре Ирина поднялась на 2-е место в комбинации спринта на IV соревнованиях памяти Н.С. Киселёва.
На чемпионате СССР в спринтерском многоборье в 1985 году стала бронзовым призёром. На очередном V мемориале Киселёва Ирина Кулешова выиграла звание чемпионки в многоборье, побив в беге на 500 метров рекорд СССР - 40,13 сек. В январе 1986 года завоевала "серебро" на первенстве СССР в сумме спринта. Следующим был на спринтерский чемпионате мира в Каруидзаве, где Ирина финишировала на 12-м месте. В декабре 1986-го она впервые стала чемпионкой на первенстве СССР в спринте.
В сезоне 1986/1987 участвовала на первенстве страны и на спринтерском чемпионате мира в Квебеке, но была далека от своих лучших результатов. Правда смогла показать неплохие результаты на 1-м Кубке мира в Берлине, дважды поднялась на 3-е места на дистанциях 500 и 1000 метров. В 1988 году завершила карьеру спортсменки. 